# Discover Card
La Discover Card es una tarjeta de crédito, emitida principalmente en los Estados Unidos. Fue anunciada por Sears en 1985 y fue introducido a nivel nacional el año siguiente. Discover fue parte de Dean Witter, y luego de Morgan Stanley, hasta 2007, cuando Discover Financial se convirtió en una compañía independiente. Novus, un centro de procesamiento principal, estuvo asociado con la empresa. El logo Novus fue retirado, sustituido por el logo Discover Network.
La mayoría de las tarjetas con la marca Discover son emitidos por Discover Bank. Las transacciones de la tarjeta se procesan a través del sistema de pago Discover Network. En febrero de 2006, la empresa anunció que comenzará a ofrecer tarjetas de débito Discover a los bancos, hecho posible por el sistema de pago Pulse, que Discover adquirió en el 2005.
Discover Card es la tercera mayor marca de tarjeta de crédito en los Estados Unidos, con casi 61 millones de titulares.